# Aiman Mazyek

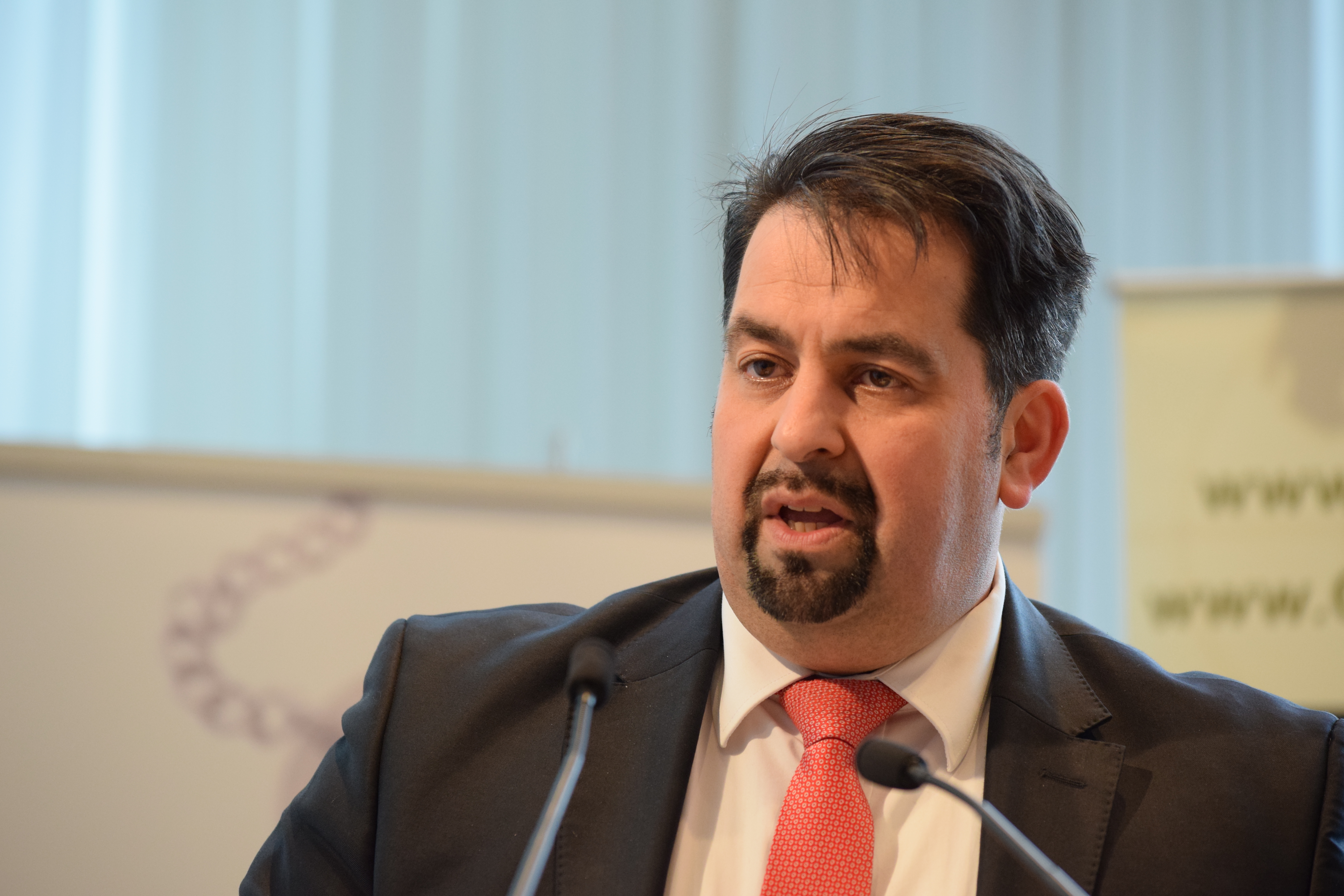
Aiman Mazyek (2015)

Aiman A. Mazyek (* 19. Januar 1969 in Aachen) ist ein ehemaliger muslimischer Funktionär. Er war von 2006 bis 2010 Generalsekretär und anschließend von 2010 bis Juni 2024 Vorsitzender des religiösen Dachverbands Zentralrat der Muslime in Deutschland (ZMD).

## Leben
Der Sohn eines Syrers und einer Deutschen studierte nach seinem Abitur 1989 in Kairo Arabistik und von 1992 bis 1997 in Aachen Philosophie, Ökonomie und Politikwissenschaft (MA). Von 1993 bis 1998 absolvierte er zudem eine Reihe von Islamstudien bei Wissenschaftlern und Theologen. Seit 1994 gehört er der Vollversammlung des Zentralrates der Muslime in Deutschland an. Von 2001 bis 2004 war er Pressesprecher des Zentralrats, ab 2006 war er dessen Generalsekretär. Im September 2010 setzte er sich bei der Wahl zum neuen Vorsitzenden des Zentralrates gegen den bisherigen Vorsitzenden Ayyub Köhler mit 9 zu 6 Stimmen bei einer Enthaltung durch.
Von 2001 bis 2007 war Mazyek Vorsitzender des FDP-Stadtverbandes Alsdorf und 2004 Bürgermeisterkandidat. Ende 2010 ruhte seine FDP-Mitgliedschaft zunächst vor seinem Austritt, da er die Haltung der FDP zum Kopftuchverbot, zu verschärften Sicherheitsgesetzen und die Verleihung des Freiheitspreises der Friedrich-Naumann-Stiftung an die Sozialwissenschaftlerin und Islamkritikerin Necla Kelek ablehnte.
Zusammen mit Rupert Neudeck gründete Mazyek 2003 die Hilfsorganisation Grünhelme und gehört dem Vereinsvorstand an. Er war im April 2007 der erste Sprecher des Islamischen Wortes im Internetauftritt des SWR, das ein muslimisches Pendant zum christlichen Wort zum Sonntag ist. Mazyek engagiert sich auch intensiv im christlich-islamischen Dialog und ist Mitglied der Christlich-Islamischen Gesellschaft. Aiman Mazyek war bis 2010 Chefredakteur und ist Redakteur des Webportals islam.de.
Für das im November 2010 ausgestrahlte Fernsehdrama Die Frau des Schläfers war Mazyek Berater und spielte einen rassistischen Polizisten. Für die 2011 ausgestrahlte Galileo-Dokumentation Mekka – Auf den Spuren des Propheten wirkte er als Berater für Inhalt und Drehbuch.
Am 4. März 2024 wurde medial bekannt, dass Aiman Mazyek seinen Posten als Zentralrats-Vorsitzender „auf eigenen Wunsch vorzeitig im Juni zur Halbzeit seiner Amtsperiode aufgeben“ wird.
Mazyek ist in zweiter Ehe verheiratet und hat fünf Kinder.

## Standpunkte
Er setzt sich für religiöse Toleranz bei Muslimen ein, mit Bezugnahme auf den 256. Koranvers der zweiten Sure „Kein Zwang in der Religion“. Mazyek äußerte sich dazu in einem Interview mit der Wochenzeitung Die Zeit:

„Man hat im historischen Kontext des frühen Islams Konversion mit Desertion gleichgesetzt. Das gilt heute so nicht mehr. Der Koranvers »Kein Zwang im Glauben« darf nicht relativiert werden. In letzter Konsequenz heißt das, man kann – weltlich gesprochen – straffrei den Glauben wechseln oder auch keinen haben.“

Nach der Verleihung des Potsdamer Medienpreises 2010 an den dänischen Mohammed-Karikaturisten Kurt Westergaard, der von radikalen Islamisten mehrfach mit dem Tod bedroht wurde, kritisierte Mazyek die Preisverleihung. Westergaard habe mit seinen Zeichnungen „unseren Propheten in unseren Augen mit Füßen getreten“. Er stehe zur uneingeschränkten Pressefreiheit, forderte aber gleichzeitig Rücksicht auf die Gefühle religiöser Menschen.
In der seit Juni 2012 stattfindenden gesellschaftlichen Debatte um ein Urteil des LG Köln zur Beschneidung eines vierjährigen Jungen aus religiösen Motiven sagte Mayzek zum Focus, seine Organisation prüfe gerade, „einen Präzedenzfall zu schaffen“ und den Fall über den Instanzenweg vor das Bundesverfassungsgericht zu bringen.
Der Vorsitzende der Deutschen Kinderhilfe kritisierte dies:

„Die Ankündigung, einen Präzedenzfall zu schaffen, könnte im Sinne des rechtskräftigen Kölner Urteils durchaus als Aufruf zu einer Straftat gesehen werden. Es ist ethisch fragwürdig und nicht vertretbar, ein Kind gezielt nicht nur aus religiösen, sondern nun auch aus Lobby-taktischen Gründen öffentlichkeitswirksam beschneiden zu lassen.“

In einem Artikel der Zeitung Neues Deutschland über den umstrittenen antiislamischen Low-Budget-Film Innocence of Muslims und die darauffolgenden Proteste und Ausschreitungen äußerte sich Mazyek folgendermaßen:

„Der Film hat offensichtlich eine reine Provokation und Eskalation zum Ziel. Aber der Versuch ist so schlecht gemacht, dass ich persönlich niemals den geehrten Propheten Mohammed wiedererkenne. Dennoch teile ich die Forderung von Bundesinnenminister Hans-Peter Friedrich nach rechtlicher Prüfung, ob die Inszenierung einer rechten Partei, die den Film öffentlich zeigen will, unterbunden werden kann.“

Mazyek verlangte 2012, dass „islamfeindlicher Rassismus als eigenständiger Tatbestand gewertet werden“ müsse, anstatt von Regierung und Sicherheitsbehörden wie bisher unter dem Oberbegriff Fremdenfeindlichkeit subsumiert zu werden, da durch die gegenwärtige Praxis „die Dimension der Islamfeindlichkeit verschleiert“ würde. Darüber hinaus forderte Mazyek auch einen jährlichen Rassismusbericht, um die „bis in die Mitte der Gesellschaft“ reichende Islamfeindlichkeit in Deutschland zu bekämpfen.
Anlässlich eines bundesweiten Aktionstags muslimischer Religionsgemeinschaften in Deutschland gegen Extremismus und Gewalt sagte Mazyek 2014:

„Ich bin ein Jude, wenn Synagogen angegriffen werden, ich bin ein Christ, wenn Christen beispielsweise im Irak verfolgt werden, und ich bin ein Muslim, wenn Brandsätze auf ihre Gotteshäuser geworfen werden.“

In der Talkrunde von Sandra Maischberger, bei der es um die sexuellen Übergriffe in der Silvesternacht 2015/16 ging und an der auch der Kriminologe Christian Pfeiffer teilnahm, äußerte er sich wie folgt:

„Ehrlich gesagt, massenhafte Vergewaltigungen oder Ansätze davon in der muslimischen Welt, das ist wirklich ein Ammenmärchen.“

Mazyek hält die Scharia für vereinbar mit der Demokratie. Polemische Kritiker würden sie aber fälschlich als Antisystem zur Demokratie präsentieren. Der Ende 2014 verstorbene Publizist und Islamkritiker Ralph Giordano kritisierte Mazyek bereits im September 2010 dafür, dass er vor laufenden Kameras erklärte, die Scharia und das Grundgesetz seien miteinander vereinbar.
Er lehnte 2017 Homosexualität und Homophobie aus religiösen und persönlichen Gründen ab.

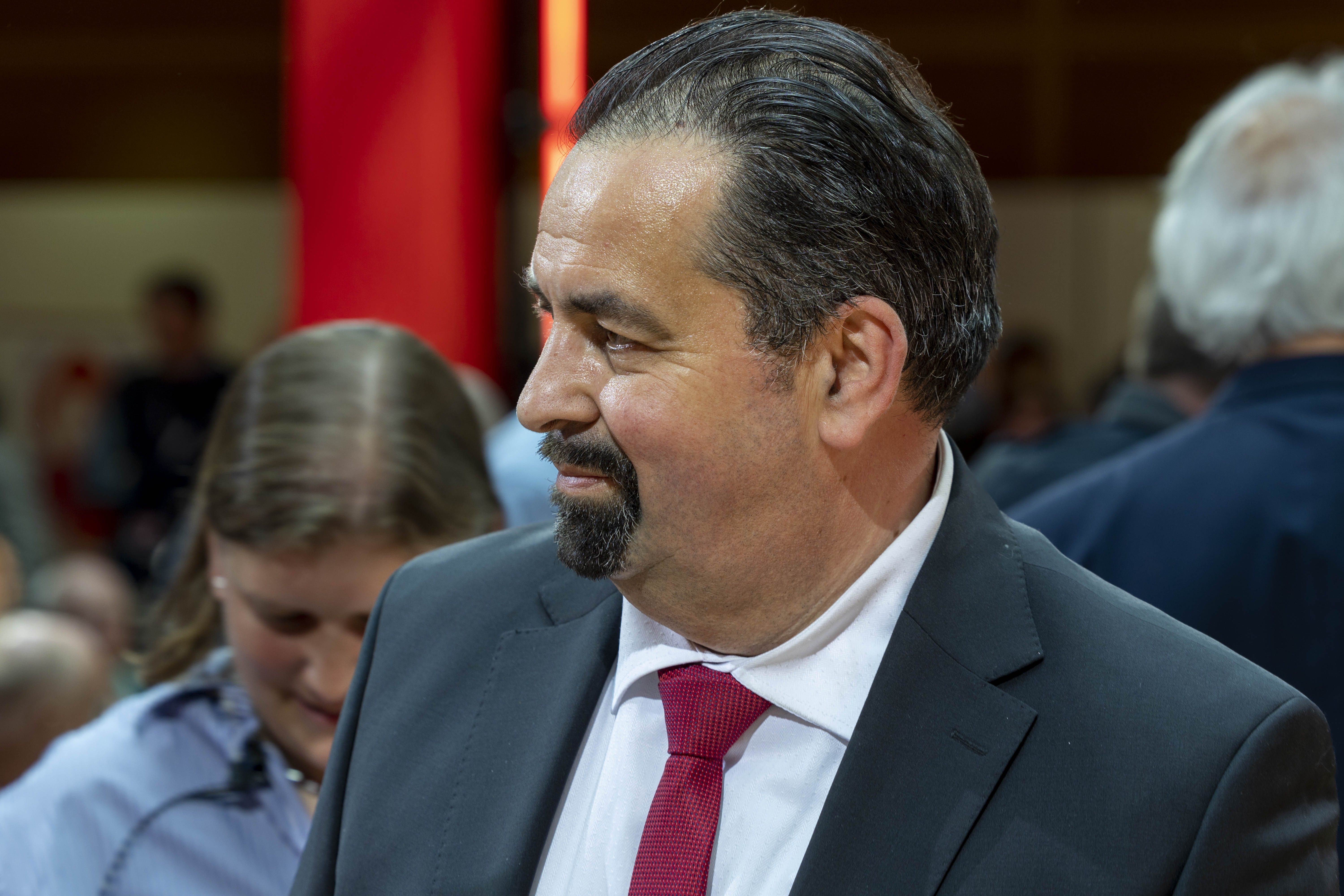
Aiman Mazyek (2023)

Anfang 2022 plädierte er für eine Impfpflicht gegen COVID-19 in Deutschland. Impfen rette Leben und bedeute Solidarität. Dies gelte „nach den Maßstäben des vernünftigen Bürgers und der Ethik des Islam“.

## Kritik
Der Welt-Journalist Till-Reimer Stoldt stellte fest: „Der ZMD-Vorsitzende Aiman Mazyek ist medial sehr präsent und wird von den Spitzen der deutschen Politik gern zu offiziellen Anlässen gebeten.“ Er kritisierte gleichzeitig, dass der Staat mit dem ZMD zusammenarbeitet, den Islamisten beeinflussen würden.

## Publikationen
- Was machen Muslime an Weihnachten? Islamischer Glaube und Alltag in Deutschland. C. Bertelsmann Verlag, München 2016, ISBN 978-3-570-10280-0.